# چشمه سرخ (ایلام)
چشمه سرخ روستایی در دهستان ارکوازی بخش چوار شهرستان ایلام استان ایلام ایران است.

## جمعیت
بر پایه سرشماری عمومی نفوس و مسکن در سال ۱۳۹۵ جمعیت این مکان این روستا بدون جمعیت بوده‌است.